# Шаїм
Шаї́м (рос. Шаим) — село у складі Кондінського району Ханти-Мансійського автономного округу Тюменської області, Росія. Входить до складу Мулимьїнського сільського поселення.
Населення — 49 осіб (2010, 59 у 2002).
Національний склад станом на 2002 рік: росіяни — 68 %, мансі — 30 %.